# Antefix
| Exempel på antefixa. |  | Exempel på antefixa. |
| Exempel på antefixa. |  |                      |

Antefix (latin: antefixum, pluralis: antefixa, av antefixus, "på framsidan fäst") kallas det skulpterade ornament som var utformat som en palmett eller en figur och under antiken användes för att dölja den yttersta takpannan på grekiska och etruskiska tempel.